# Anton Mader
Anton Mader (7 de janeiro de 1913 - 19 de fevereiro de 1984) foi um oficial austríaco que serviu na Luftwaffe durante a Segunda Guerra Mundial. Foi condecorado com a Cruz de Cavaleiro da Cruz de Ferro.

## Carreira

### Patentes
- Oberstleutnant (Wehrmacht)
- Brigadier (Bundesheer)

### Condecorações
- Cruz de Ferro 2ª Classe
- Cruz de Ferro 1ª Classe
- Cruz de Cavaleiro da Cruz de Ferro - 23 de julho de 1942
- Ehrenpokal der Luftwaffe - 7 de outubro de 1941
- Cruz Germânica em Ouro - 2 de janeiro de 1942